# Mercedes Ruiz
Mercedes Ruiz (* 1980 in Jerez de la Frontera) ist eine spanische Flamenco-Tänzerin.

## Leben
Ruiz begann mit nur sechs Jahren professionell unter der Leitung von Ana María López in dem Schauspiel Semilla Flamenco zu tanzen. Danach arbeitete sie u. a. mit namhaften Flamenco-Künstlern von Manuel Morao, Antonio el Pipa und Eva Yerbabuena zusammen.
Die erste Station ihrer internationalen künstlerischen Laufbahn brachte sie 1992 zusammen mit Manuel Morao in dem Programm Esa forma de Vivir nach Madrid und New York. In New York gastierte die Gruppe zehn Tage im Town Hall Theater. Später im gleichen Jahr kehrte die Show für zwei Monate ins Plymouth Theater an den Broadway zurück. Danach trat sie in Kanada mit dem Programm „Jerez por Bulería“ im Theater El León de Oro auf.
1998 wurde Ruiz für die Compania Antonio El Pipa engagiert und tanzte in der Produktion Vivencias beim Flamenco Festival de Jerez, im Centro Cultural de la Villa de Madrid und beim Festival de las Minas in La Unión.
Bis Ende 2001 arbeitete sie in der Compania Eva Yerbabuena im Programm 5 mujeres 5, das zuerst auf der Bienal de Flamenco 2000 gezeigt wurde. Im selben Jahr nahm Ruiz zusammen mit Mariana Cornejo an der XI Semana Flamenca de la Mujer Cantaora teil.
2002 begleitete Mercedes Ruiz Andrés Peña zu Festivals nach Mont de Marsan in Frankreich, Gimont und Biarritz. Anschließend folgte eine Tournee mit Belén Maya nach Japan. Noch im selben Jahr trat sie der Compania Andrés Marín bei und tanzte im Programm Más allá del tiempo auf dem New Flamenco Festival in Los Angeles und auf der Bienal de Sevilla 2002.
Zum Festival de Jerez 2003 stellte Mercedes Ruiz ihr erstes Soloprogramm Dibujos en el aire mit großem Erfolg einem internationalen Publikum vor. 2005 folgte ihr zweites Soloprogramm Gestos de Mujer zur Musik von Santiago Lara beim Festival de Jerez vor. An ihrer Seite tanzte in diesem Programm Marco Flores.
Bei der Biennal de Flamenco 2006 feierte Mercedes Ruiz mit ihrem neuen Programm Juncá einen großen Erfolg. Sie gehört zu den wenigen Künstlern, die im Rahmen dieser Biennale an zwei Abenden hintereinander auftreten durften. Das Programm begeisterte die Zuschauer, und Mercedes Ruiz wurde von der Presse zum Shooting-Star der Veranstaltung dieses Jahres erklärt.
Ruiz erhielt zahlreiche Preise, unter anderem den Premio nacional de Córdoba Antonio Gades 2000 und den Preis Jóvenes Intérpretes de la XII Bienal de Sevilla 2002.
| Personendaten    | Personendaten               |
| ---------------- | --------------------------- |
| NAME             | Ruiz, Mercedes              |
| KURZBESCHREIBUNG | spanische Flamenco-Tänzerin |
| GEBURTSDATUM     | 1980                        |
| GEBURTSORT       | Jerez de la Frontera        |